# 1. szimfónia (Elgar)
Az 1. Asz-dúr Szimfónia Edward Elgar 1908-ban írt négytételes szimfóniája. A művet 1908. december 3-án Manchesterben mutatták be a manchesteri Hallé Zenekar előadásában Richter János vezényletével. Széles körben ismert volt már, hogy Elgar több mint tíz éve készült egy szimfónia megírására, és a bejelentés, hogy végül befejezte, óriási érdeklődést keltett. A kritika lelkesen fogadta, és a nyilvánosság reakciója példa nélküli volt. A szimfónia a The Musical Times szerint „azonnali és fenomenális sikert” aratott, premierje után alig több mint egy éven belül száz előadást ért meg Nagy-Britanniában, Európa kontinentális részén és Amerikában.
A szimfóniát a brit zenekarok rendszeresen programjukra tűzik, és alkalmanként Észak-Amerikában és Európában is hallható koncerteken. A szimfónia számos lemezfelvételen hallható, a Londoni Szimfonikus Zenekar 1931-es változatától kezdve a modern digitális felvételekig, melyekből az 1980-as évek közepe óta több mint 20 készült.

## A szimfónia megírása és bemutatása
Elgart már közel tíz évvel az első szimfóniájának elkészítése előtt foglalkoztatta a gondolat, hogy szimfóniát ír Charles George Gordon tábornok emlékére, Beethoven Eroica Szimfóniájához hasonlóan, ami eredetileg Bonaparte Napóleont ünnepelte. 1899-ben írta barátjának, August Jaegernek (az Enigma-Variációk Nimrodja): Ami Gordont illeti: ennek az ügynek a megszállottja vagyok, de még nem írhatom le. Miután 1906-ban befejezte a Királyság című oratóriumát, rövid terméketlen időszaka következett. 50. születésnapja után fiatalkori kompozícióihoz fordult, amelyeket 1907 nyarán a The Wand of Youth szvitté alakított át. Egy szimfónián kezdett dolgozni, és amikor a téli időszakra Rómába utazott, folytatta a munkát, befejezve az első tételt. Angliába való visszatérte után, 1908 nyarán a szimfónia többi részén dolgozott.
Elgar feladta a „Gordon” szimfónia gondolatát egy egyáltalán nem programzenei munka kedvéért. Az absztrakt (vagy abszolút) zenét a zenekari zeneszerzés csúcspontjának kezdte tekinteni. 1905-ben előadást tartott Johannes Brahms 3. szimfóniájáról, amelyben azt mondta, hogy amikor a zene egyszerűen valami másnak a leírása, akkor az továbbviszi annál a művészetet, mint amennyire az neki kedvére van. Úgy gondolta, hogy a zene, mint egyszerű művészet, akkor a legjobb, amikor egyszerű, nem ír le semmit, mint a Brahms-szimfónia esetében. A kézirat első oldala a következő címet viseli: „Szimfónia a teljes zenekar számára, Op. 55.” Ernest Newman zenekritikusnak azt írta, hogy az új szimfóniának semmi köze nincs Gordonhoz.

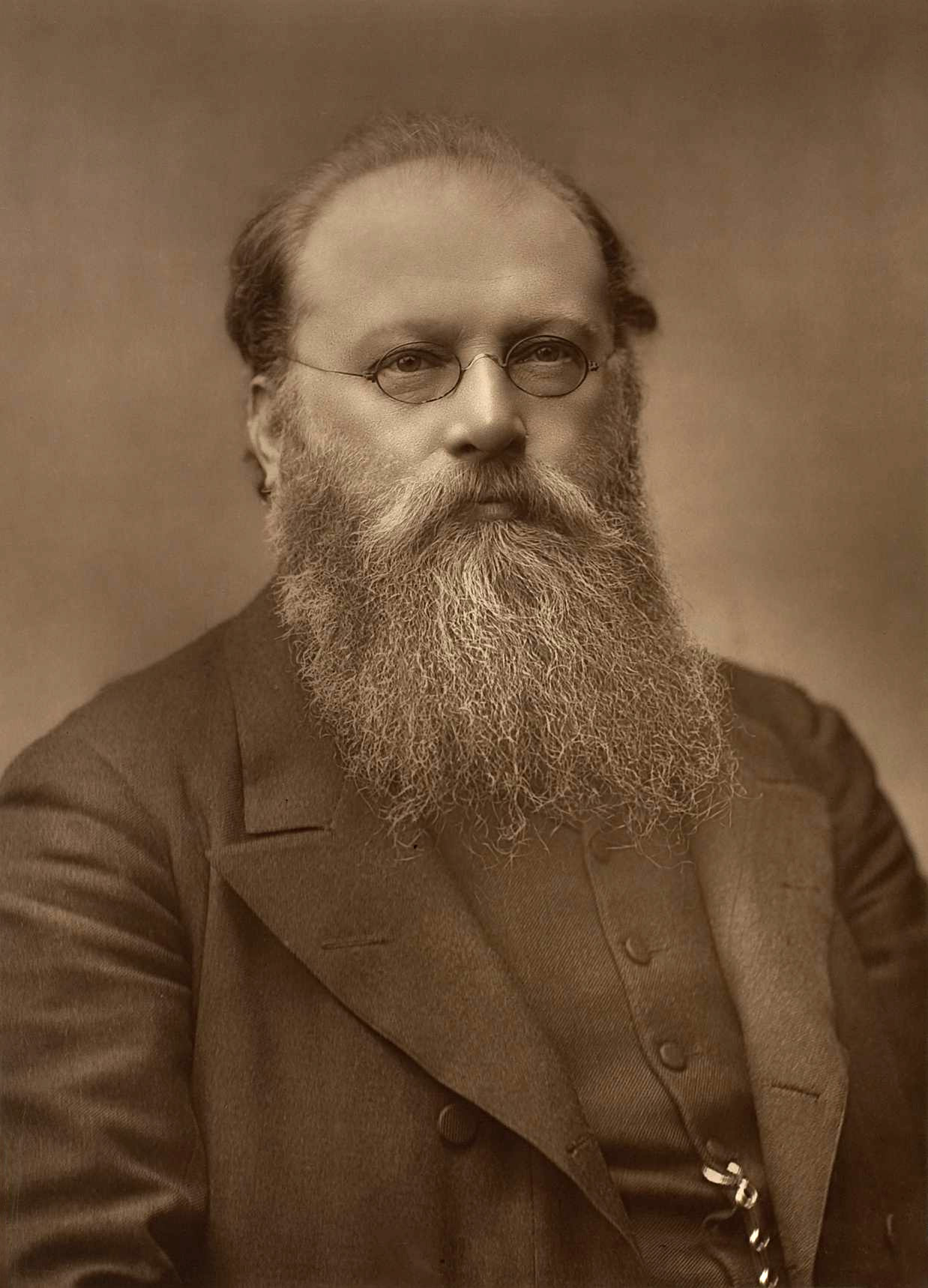
Richter János a megrendelő, aki egyben a szimfónia bemutatóját vezényelte

A szimfóniát „Richter Jánosnak, igaz művésznek és igaz barátnak” ajánlotta. A premier 1908. december 3-án volt a manchesteri Free Trade Hall-ban, ahol Richter a Hallé Zenekart vezényelte. Ezt követte négy nappal később a londoni bemutató a Queen's Hallban, itt Richter a Londoni Szimfonikus Zenekart dirigálta. A londoni koncert első próbáján a Richter a zenekarnak ezt mondta: „uraim, most a modern idők legnagyszerűbb szimfóniáját fogjuk elpróbálni, melyet a legnagyobb modern zeneszerző írt - és nem csak ebben az országban”. William Henry Reed, aki ekkor a Londoni Szimfonikus zenekarban játszott, később így emlékezett: „Az Adagio részhez érve [Richter] szinte könnyes hangon mondta, Ó, ez egy igazi Adagio. Beethoven is így írta volna”.
A The Musical Times 1909-ben azt írta: „Az a kijelentés, hogy Elgar szimfóniája azonnali és fenomenális sikert ért el, a puszta igazság.” A bemutatót követő néhány héten belül a szimfóniát előadták New Yorkban Walter Damrosch, Bécsben Ferdinand Löwe, Szentpéterváron Alekszandr Ziloti, Lipcsében Nikisch Artúr vezényletével. Voltak előadások Chicagóban, Bostonban, Torontóban és további 15 brit városban. 1909 februárjára a New York-i Filharmonikus Zenekar két további előadást tartott a Carnegie Hallban, és elvitte a szimfóniát a nagyobb amerikai városokba. Talán Csajkovszkij Patetikus Szimfóniája óta nem volt olyan szimfonikus mű, ami ekkora érdeklődést váltott ki. Ugyanebben az időszakban hatszor játszották a művet Londonban Richter, a zeneszerző és Henry Wood pálcája alatt. Egy éven belül több száz előadás volt világszerte.
A The Musical Times összegyűjtötte a sajtóvéleményeket. A Daily Telegraph szerint: „Bővelkedik a [T]hematikus szépségben. Az adagio, az első és a második allegro, melyek közül az utóbbi egyfajta scherzo, remek. Amikor a ritmus, az erő és a szenvedély extrém magasságokba emelkedik, amikor a zene fenséges energiája már szinte őrjöngővé válik, a tiszta szépség érzése még mindig erős marad.” A The Morning Post ezt írta: „Ez a jövő számára készült mű, mely örökül marad az eljövendő generációk számára; megvan benne az az emelkedettség és nemesség, ami egy mesterművet jelez, bár teljesen csak a legkomolyabb gondolkodásúak fogják értékelni; mára olyan megszállottságként tekintünk rá, amire büszkék lehetünk.” Az Evening Standard szerint: Itt van az igazi Elgar – erős, gyengéd, egyszerű, olyan egyszerűséggel ami a szükségszerű kifejezésből ered. ... A zeneszerző ritka szépségű, érzékenységű és emberi művet alkotott, egy művet, ami mindenki számára érthető.
A The Musical Times tartózkodott a The Observer idézésétől, ami az egyetlen jelentős olyan lap volt, amely eltérő véleményének adott hangot. Azt kifogásolta, hogy a mű Felix Mendelssohn, Johannes Brahms és Richard Wagner műveiből eredeztethető, és úgy gondolta, a lassú tétel „olcsó kész anyag”. Elismerte azonban, hogy Elgar hangszerelése olyan pazarul modern, hogy a ruha elrejti a csontvázat. Ez az elutasító nézet szöges ellentétben állt a The Times dicséretével: „nagyszerű műalkotás, amely felfogásában emelkedett, kifejezésmódjában őszinte, és aminek mérföldkőnek kell lennie az újabb angol zeneiskola fejlődésében”. A Manchester Guardianban Samuel Langford magasztosnak nevezte a művet, ami a legnemesebb, amit angol zeneszerző hangszerek számára alkotott.”
A Times is felfigyelt Wagner és Brahms hatására: „Jellegzetes Parsifal utánérzések vannak benne ... és a fő téma ritmus szempontjából mintha Brahms ivadéka lenne”, de hozzátette, hogy „nemcsak eredeti mű, hanem az egyik legeredetibb és a legfontosabb, ami a közelmúlt zenei készletébe került”. A New York Times, amely szintén felismerte a Parsifal, továbbá a fináléban Verdi Aidájának hatását, a szimfóniát olyan fontos műnek nevezte, amelyet a karmesterek nem engedhetnek könnyedén el.”

## Zenei elemzése
A mű az egyetlen gyakran előadott szimfónia, amelynek fő hangneme az Asz-dúr. A szimfónia négy tételből áll:
1. Andante. Nobilmente e semplice — Allegro
2. Allegro molto
3. Adagio – Molto espressivo e sostenuto
4. Lento – Allegro — Grandioso

A szimfónia ciklikus felépítésű: az első tétel hiányos nobilmente témája a műben történő többszöri átalakulás után a fináléra visszatér egy grandioso frázissal. Erről Elgar a következőt írta: a nyitó témát egyszerűnek és – szándékosan – nemesnek és felemelőnek szántam ... egyfajta ideális hívójelnek – meggyőzésnek, nem kényszerítésnek vagy parancsnak - valaminek, ami felette áll a mindennapok kapzsiságának." Michael Kennedy zenetudós azt írja: Nem nevezhetjük mottó témának, ez egy fixa idea, amit az első csendes frázis után az egész zenekar fortissimo ismétel. A téma lágyan visszatér a fafúvósokhoz és a brácsákhoz, majd hirtelen átvált d-mollra, ami szokatlan hangnemválasztás kulcsa egy A-dúrban kezdődő szimfónia első allegrójának. Reed úgy vélekedik, hogy Elgar azért választotta a d-mollt, hogy szembemenjen a hagyományokat követő iskolával. Sir Adrian Boult karmester szerint az egymással ütköző hangnemek azért jöttek létre, mert valaki fogadást kötött Elgarral, hogy nem tud szimfóniát írni egyszerre két hangnemben. Az is felmerült, hogy a kontraszt Elgar saját személyiségének két oldalát képviseli – a sikeres és népszerű „Birodalom költője” hallható a nemes Asz-dúr motívumban, mely ellentétben áll az őt nyomasztó belső aggodalmakkal. A tétel hagyományos szonáta formában épül fel, két fő témával, egy kidolgozással és egy összefoglalóval. A tétel halkan ér véget, „a mágikus csend hatása” érződik.
A második tétel egy fürge allegro. Elgar nem nevezte scherzónak, és bár Reed élénknek nevezi, mások, köztük Kennedy is, nyugtalannak és helyenként vészjóslónak tartják. A középső, B-dúrban írt rész Elgar Wand of Youth művéből fakad. Arra kérte a zenekarokat, hogy úgy játsszák, „mint amit a folyónál hall az ember”. A tétel a vége felé lelassul, és az első zenei téma a lassú tétel fő témájává válik eltérő tempójuk és hangnemük ellenére. Reed szerint valaki egyszer vette a bátorságot, és megkérdezte Elgart, melyik változat, az allegro vagy az adagio készült el először, de a kérdés nem talált jó fogadtatásra, ezért nem erőltette a választ.
Kennedy úgy tartja, hogy az adagio egyedülálló Elgar lassú tételei között a lassúbb dallamaiban általában érződő gyötrő vágyakozás hiánya miatt. A tétel második része nyugodt, és a tétel úgy ér véget, amiről Reed azt mondja: a tompított trombiták elképesztő hatása az utolsó öt ütemben ... mint egy másik világból jövő hang".
A finálé D-mollban kezdődik, az első tétel egyik másodlagos témájának lassú ismétlésével, melyben Elgar ábrándos és titokzatos hangulatú oldala mutatkozik meg. A bevezetés után nyugtalan allegro következik, egy sor lelkesítő indulóritmusú témával. A második és a harmadik tétel motívumátmenetére hasonlító módon, ezt a részt ismét halljuk félsebességgel, hárfakísérettel és vonósokon játszott lírai dallamokkal. A tétel csúcspontjára ér és a nyitó nobilmente témával zárul.

## Hangszerelése
3 fuvola (3.-ban piccolo), 2 oboa, 1 angolkürt, 2 klarinét, 1 basszusklarinét, 2 fagott, 1 kontrafagott, 4 kürt, 3 trombita, 3 harsona, 1 tuba, üstdob, nagydob, pergődob, cintányér, 2 hárfa és vonós hangszerek.

## Tartam
A zeneszerző 1931-es EMI felvétele 46 perc és 30 másodpercig tart. A BBC archívumai alapján egy 1930-as előadás 46 percet vett igénybe. Ismeretes volt, hogy Elgar saját zenéjét élénk tempóban szereti előadni, a későbbi előadások már lassabbak voltak. Elgar kortársai, Sir Henry Wood és Sir Hamilton Harty 50:15 (1930) illetve 59:45 (1940) alatt adták elő a szimfóniát. 1972-ben, egy új felvétel előkészületei során Solti György tanulmányozta Elgar 1931-es előadását. Solti gyors tempója, ami a zeneszerző sajátjához volt hasonló, meglepte a Harty, Sir John Barbirolli és mások által a 20. század közepén megszokott tempóhoz szokott Elgar-kedvelő közönséget. Barbirolli 1963-as felvétele 53:53 volt; Soltié 48:48. A lassabb tempóra példa Giuseppe Sinopoli (55:18) 1992-es felvétele és Sir Colin Davis (54:47) 2001-es élő előadása.

## Felvételek
A szimfónia első felvételét a Londoni Szimfonikus Zenekar készítette el 1931-ben, melyet a zeneszerző maga vezényelt a His Master's Voice számára. A felvételt 1970-ben újra kiadták LP-változatban, majd 1992-ben kompaktlemezen az EMI "Elgar Edition" összes műveinek részeként.
1931 után a műről nem készült további gramofon felvétele, egészen Sir Adrian Boult 1950-es felvételéig. Az 1950-es években csak egy újabb felvétel készült, és az 1960-as években is csak kettő volt. Az 1970-es években négy új felvétel készült. Az 1980-as években hat, a kilencvenes években tizenkettő felvételt készítettek. A 21. század első évtizedében tíz új felvétel jelent meg.
A legtöbb felvétel brit zenekarok és a karmesterek részvételével készült a kivételek közé tartozik a Baltimore-i Szimfonikus Zenekar, a Stuttgarti Rádió Szimfonikus Zenekara, a Drezdai Állami Zenekar és a Sydney Szimfonikus Zenekar, valamint Vladimir Ashkenazy, Daniel Barenboim, Bernard Haitink, Tadaaki Otaka, André Previn, Constantin Silvestri, Giuseppe Sinopoli és Leonard Slatkin.
A BBC Radio 3 "Building a Library" műsora 1982-től háromszor vette programjára a szimfóniát. A 2008-as kiadású Penguin Guide to Recorded Classical Music kétoldalnyi áttekintést ad a műről. A mind a BBC mind a The Penguin Guide által ajánlott két felvétel Boult és a Londoni Filharmonikus Zenekar (1977), valamint Vernon Handley ugyanazzal a zenekarral (1979).